# Sony Ericsson W300i
Sony Ericsson W300i為Sony Ericsson於2006年6月1日所推出的行動電話，內建30萬畫素相機，與Z530i為雙胞胎機種。

## 特色
此機種為Walkman系列的第一支折疊機，當初為最平民的Walkman音樂機種（現為W200i）。附送了256MB的M2記憶卡。